# A motherly peepshow
A motherly peepshow er en eksperimentalfilm instrueret af Knud Vesterskov, Ulrik Al Brask og Jens Tang efter manuskript af Knud Vesterskov.

## Handling
I denne scratch-video om kvinders drømme og angstfantasier, har filmhistoriens affaldsdepoter åbnet sig som et spændende billedarkiv, der frit er blevet brugt og manipuleret. En billedmæssigt komplex video, hvor flere billedkilder er lagt ind i hinanden ved keying, og hvor den samplede musik spiller en væsentlig rolle.